# Heliport Qeqertarsuaq
Heliport Qeqertarsuaq (IATA: JGO, ICAO: BGGN) – heliport położony w Qeqertarsuaq, na Grenlandii.

## Linie lotnicze i połączenia
- Air Greenland (Aasiaat, Ilulissat, Qasigiannguit) [sezonowo]